# Бровіна (Куявсько-Поморське воєводство)
Бровіна (пол. Browina, нім. Gut Fröben) — село в Польщі, у гміні Хелмжа Торунського повіту Куявсько-Поморського воєводства.
Населення — 641 особа (2011).
У 1975-1998 роках село належало до Торунського воєводства.

## Демографія
Демографічна структура станом на 31 березня 2011 року:
|          | Загалом | Допрацездатний вік | Працездатний вік | Постпрацездатний вік |
| -------- | ------- | ------------------ | ---------------- | -------------------- |
| Чоловіки | 312     | 53                 | 217              | 42                   |
| Жінки    | 329     | 61                 | 172              | 96                   |
| Разом    | 641     | 114                | 389              | 138                  |